# Waukegan
Waukegan è una city degli Stati Uniti d'America, capoluogo della contea di Lake, nello Stato dell'Illinois. Fa parte dell'area metropolitana di Chicago, ed è la località più settentrionale dello Stato dell'Illinois, ai confini con il Wisconsin, sulle sponde del lago Michigan.